# Stazione di Tsuga
La stazione di Tsuga (都賀駅?, Tsuga-eki) è una stazione ferroviaria situata nel quartiere di Wakaba-ku, a Chiba, capoluogo della prefettura omonima, in Giappone. La stazione è servita dalla linea principale Sōbu e dal servizio ferroviario linea Narita della JR East, e dalla monorotaia urbana di Chiba.

## Linee e servizi
East Japan Railway Company
■ Linea principale Sōbu
■ Linea Narita (servizio ferroviario)
Monorotaia urbana di Chiba
■ Linea 2

## Struttura

### Stazione JR
La stazione è dotata di un marciapiede a isola con due binari passanti in superficie, ed è inoltre presente una biglietteria presenziata.
| 1 | ■ Linea principale Sōbu ■ Linea Narita | per Chiba e Tokyo           |
| 2 | ■ Linea principale Sōbu ■ Linea Narita | per Sakura, Narita e Chōshi |

### Stazione della monorotaia
La monorotaia si trova sospesa, con due marciapiedi laterali.
| 1 | ■ Linea 2 | per Oguradai e Chishiro-dai        |
| 2 | ■ Linea 2 | per Dōbutsu-Kōen, Sakusabe e Chiba |

## Stazioni adiacenti
| «                             | Servizio              | »                     |
| Linea principale Sōbu         | Linea principale Sōbu | Linea principale Sōbu |
| Linea Narita                  | Linea Narita          | Linea Narita          |
| ----------------------------- | --------------------- | --------------------- |
| Higashi-Chiba                 | Locale                | Yotsukaidō            |
| Chiba                         | Rapido                | Yotsukaidō            |
| Linea 2 (monorotaia di Chiba) |                       |                       |
| Mitsuwadai                    | -                     | Sakuragi              |